# 石川政信
石川 政信（いしかわ まさのぶ）は、安土桃山時代の武士。南部氏の家臣。

## 略歴
石川高信の子として誕生。兄に南部信直がいる。
天正9年（1581年）に病死した父・高信から津軽郡代を継承し浅瀬石城主・千徳政吉、大光寺城主・大光寺光愛、そして大浦為信（後の津軽為信）の補佐を受け浪岡城を居城に南部氏の津軽地方統治の中心となっていたが、千徳政吉は間もなく病死し、大光寺光愛は為信の讒言により追放され、そして天正16年（1588年）、為信の手により毒殺されたと言われている。
しかし、元亀2年（1571年）～天正10年（1582年）頃には既に津軽地方は大浦為信が掌握しており、石川政信が津軽に入れる状況ではない事から、政信の存在そのものに疑義を挟む学者もいる。その一方で、南部氏の重鎮・石川家の嫡男である信直が宗家南部晴政の養子に迎えられた後に、石川家を無嗣のまま放置しておいたとも考えられない。津軽氏の記録には大浦為信に、元亀2年（1571年）石川城を攻められて父・高信が討たれ、政信は翌元亀3年（1572年）に討たれたという記載もあるが、没年については異論もあるところである。
諸系図によると政信は北信愛の娘との間に七戸直時に嫁ぎ高殿院と称した女子がおり、高殿院の娘は毛馬内政次の室となっている。

## 系譜
- 父：石川高信
- 母：不詳
- 室：北信愛娘
- 生母不明の子女
  - 女子：高殿院 - 七戸直時室